# De elektriseermachine van Wimshurst
De elektriseermachine van Wimshurst is een autobiografische novelle van de Nederlandse schrijver Willem Frederik Hermans, voor het eerst verschenen in november 1967 als onderdeel van de novellebundel Een wonderkind of een total loss. Het verhaal is een van de zes Richard Simmillion-verhalen die de auteur in de loop van bijna dertig jaren publiceerde. 
Als zeven jaar oude, leergierige schooljongen weet Richard beter dan de andere leerlingen hoe een schooltuin moet worden behandeld, maar de andere leerlingen accepteren zijn waarheid niet. Ook de onderwijzer trekt geen partij voor hem. Enkele jaren later vat Richard een fascinatie op voor uitvindingen en techniek, met name voor de elektriseermachine van Wimshurst, waarvan de school er eentje heeft. Hiermee geeft hij als elfjarige een geslaagde demonstratie voor de klas, tot het hoofd van de school probeert er een gloeilamp mee te laten branden.
Het verhaal is verwant aan de andere verhalen waarvan de verteller Richard Simmillion heet, met name aan Waarom schrijven? uit 1983, en aan de novelle Manuscript in een kliniek gevonden uit 1944.

## Samenvatting
Richard Simmillion, de verteller, herinnert zich zijn vroege schooljeugd. Hij woonde toen driehoog in de Eerste Helmersstraat. Zijn eerste held was Bruintje Beer, over wie elke dag een vervolgverhaal in de krant stond. Als zesjarige moest hij naar school in de nabij gelegen Pieter Langendijkstraat en kwam voor het eerst in aanraking met 'de massieve solidariteit van de dommen'. Het binnenplein van zijn lagere school is omgeven door huizen en afgegrensd door een schutting waarlangs een strook zwarte aarde is aangebracht die fungeert als de schooltuintjes die de leerlingen duogewijs moeten onderhouden. Richard, nu zeven jaar, bewerkt zijn tuintje samen met Marinus Klein, zoon van een postbode, met wie Richard aardig overweg kan omdat Marinus alles van hem aanneemt. Maar net als de andere kinderen gooit Marinus onvruchtbaar zand uit de zandbak op het tuintje. Huilend doet Richard, die enthousiaste ambities met het tuintje heeft, zijn beklag bij de onderwijzer. Die geeft Richard gelijk, maar voegt eraan toe dat de tuintjes ook zijn om in te spelen. 'Voor mijn waarheid heft niemand emplooi.'
Richard gaat eerder naar school om het zand enigszins van het tuintje af te scheppen. Hij ontdekt dat dat zijn bloemen zijn afgeplukt. Dat heeft Marinus gedaan, die beweert dat dat beter voor de planten is en er nieuwe bloemen zullen komen. Richard legt uit dat dat zo niet werkt en er eerst knoppen moeten komen, waarop geen kans is. De andere leerlingen trekken partij voor Marinus en beweren dat diens vader de vader van Richard ooit eens een pak slaag gegeven heeft. Ook grotere jongens komen erbij staan. 'Zij legden mij uit dat ik niks wist. Of ik wel wist wat neuken was. Nee?'
Richard gaat anders gekleed dan de andere schooljongens, die korte broeken en sportkousen dragen. Richard loopt erbij als in de tijd dat zijn nu 47-jarige moeder nog voor de klas stond. 'Een jongetje uit een schoolboekje ben ik.' Omdat hij alleen staat, begint Richard te twijfelen aan zijn kennis. Maar desgevraagd bevestigt zijn moeder dat de bloemen niet meer aan zullen groeien.
Wat Richard dwarszit is dat niet hij maar Kornelis Stokhof de knapste jongen van de klas is, ook al interesseert hij zich alleen maar voor voetbal. Richard heeft geen belangstelling voor voetbal en beseft dat hij geen enkel gespreksonderwerp heeft om de kloof met zijn medeleerlingen te overbruggen. Alleen door hen eerbied in te boezemen zal hij ze op zijn hand kunnen krijgen.
Ik kan alleen indruk op ze maken door ze te verbazen, maar hoe? Ik wil dat zij uren lang mijn gedachten denken, ik wil in hun hersens doordringen als een tumor.
De leergierige Richard leest liever over uitvinders en ontdekkingen dan indianenboeken. Thomas Alva Edison was een held en hij leest over natuurkunde. 'Ik ontwikkelde een hysterische leergierigheid, die mij pas verlaten heeft toen ik ver over de dertig was.' Als veertienjarige probeerde hij al een eigen encyclopedie te schrijven.
Elk half jaar komt de schoolzuster de leerlingen op hoofdluis controleren. Haar aanraking van zijn haren is voor Richard zijn enige prettige schoolherinnering.
De grootmoeder van Richard probeert zijn eerzucht te stimuleren door hem over wonderkinderen te vertellen, met name violist Yehudi Menuhin. Als twaalfjarige beseft hij echter geen wonderkind te zullen worden. Als kind haatte Richard zijn grootmoeder, maar voor de vertellende Rihard is die tijd lang voorbij. 'Ik heb zelfs moeite mij voor de geest te halen hoe zij zich nu eigenlijk precies tegenover mij gedroeg. In mijn boeken krioelt het van de grootmoeders die allemaal op mijn eigen grootmoeder lijken, maar toch anders zijn'.
Uit een leerboek over natuurkunde haalt Richard allerlei experimenten die hij zelf kan doen. Het meest fascineert hem 'de ondoorgrondelijke barokheid' van de elektriseermachine van Wimshurst, waarvan hij een staalgravure in een boek ziet. De ouders van Richard stimuleren deze belangstelling niet: om te knutselen heeft hij slechts een meccanodoos van het laagste niveau. Als hij met zijn ouders wandelt en blijft staan voor een etalage met een elektriseermachine, trekken zij hem weg.
Als elfjarige wil Richard ingenieur worden en is vaak te vinden in het door Herman Heijenbrock opgerichte Museum van den Arbeid, waar hij doorgaans de enige bezoeker is. Hier ziet hij vier elektriseermachines van Wimshurst, maar wat hem in het museum vooral aanspreekt is 'dat het mij het gevoel geeft zelf ook zo'n museum te kunnen maken', een gevoel dat de onbereikbare voorwerpen in het Rijksmuseum of de opgezette dieren in Artis niet op kunnen wekken.
Enkele weken voor kerstmis vraagt de onderwijzer welke leerling mee wil helpen om de zolder van de school op te ruimen. Richard biedt zich aan en treft op de zolder allerlei nooit vermoede voorwerpen aan, waaronder een elektriseermachine van Wimshurst. Hij vraagt of hij daarmee een demonstratie voor de klas mag geven. Deze demonstratie slaagt, maar de hoofdonderwijzer denkt dat met deze machine een gloeilamp aan het branden te krijgen is. Hij luistert niet naar de tegenwerping van Richard, dat je daarvoor een dynamo nodig hebt. 'Ik, een kleine jongen van elf jaar, ik wist het beter dan die verschrikkelijke man met z'n kale hoofd, zijn harde handen en z'n Groningse accent. Maar alle andere jongens van elf jaar zijn tegen mij.' Zij nemen hem na afloop de stofkwast van zijn moeder af en werpen die buiten elkaar toe, zodat Richard die pas terug veroveren kan als ze naar huis gaan om te eten en de stofkwast in een goot laten liggen. Thuis krijgt hij straf wegens te laat thuiskomen.

### Personages
Richard Simmillionverteller die zijn herinneringen als schooljongen ophaalt.
Marinus Kleinklasgenoot met wie Richard een schooltuin moet onderhouden.
Kornelis Stokhofde knapste jongen van de klas, is later letterzetter geworden.
onderwijzervan de klas van Richard.
hoofd der schoolonderwijzer met een Gronings accent.

## Plaats in het oeuvre
Als Richard Simmillion-verhaal is de novelle verwant aan de andere verhalen met dezelfde protagonist, met name aan Waarom schrijven?, waarin deels dezelfde periode beschreven wordt, inclusief de grootmoeder die de violist Menudin ten voorbeeld stelt.
Maar de novelle is volgens literatuurwetenschapper G.F.H. Raat ook sterk verwant aan Manuscript in een kliniek gevonden, dat dateert uit 1944 en te vinden is in de novellebundel Paranoia. Ook deze ik-persoon vindt geen gehoor voor zijn waarheid en ook dit verhaal speelt op een school.

## Verwijzende noten
1. ↑  Raat (1993), 10